# Punch Broadbent
Harold Lawton "Punch" Broadbent (13. července 1892, Ottawa, Ontario – 5. března 1971, Ottawa, Ontario) byl kanadský profesionální hokejista. Od roku 1962 je členem hokejové síně slávy.

## Ocenění
- Art Ross Trophy – 1922
- Stanley Cup – 1920, 1921, 1923 a 1926

## Klubové statistiky
| Sezona                 | Klub               | Soutěž     | Základní část | Základní část | Základní část | Základní část | Základní část | Play off | Play off | Play off | Play off | Play off |
| Sezona                 | Klub               | Soutěž     | Z             | G             | A             | B             | TM            | Z        | G        | A        | B        | TM       |
| ---------------------- | ------------------ | ---------- | ------------- | ------------- | ------------- | ------------- | ------------- | -------- | -------- | -------- | -------- | -------- |
| 1912–13                | Ottawa Senators    | NHA        | 18            | 20            | 2             | 22            | 15            | —        | —        | —        | —        | —        |
| 1913–14                | Ottawa Senators    | NHA        | 17            | 6             | 7             | 13            | 61            | —        | —        | —        | —        | —        |
| 1914–15                | Ottawa Senators    | NHA        | 20            | 24            | 3             | 27            | 115           | 2        | 0        | 0        | 0        | —        |
| 1915                   | Ottawa Senators    | St. Cup    | —             | —             | —             | —             | —             | 3        | 3        | 0        | 3        | —        |
| 1918–19                | Ottawa Senators    | NHL        | 8             | 4             | 2             | 6             | 12            | 5        | 2        | 3        | 5        | 28       |
| 1919–20                | Ottawa Senators    | NHL        | 20            | 19            | 4             | 23            | 39            | 4        | 0        | 0        | 0        | 3        |
| 1920                   | Ottawa Senators    | St. Cup    | —             | —             | —             | —             | —             | 4        | 0        | 0        | 0        | 3        |
| 1920–21                | Ottawa Senators    | NHL        | 9             | 4             | 1             | 5             | 6             | 2        | 0        | 2        | 2        | 4        |
| 1921                   | Ottawa Senators    | St. Cup    | —             | —             | —             | —             | —             | 4        | 2        | 0        | 2        | 0        |
| 1921–22                | Ottawa Senators    | NHL        | 24            | 32            | 14            | 46            | 24            | 2        | 0        | 1        | 1        | 8        |
| 1922–23                | Ottawa Senators    | NHL        | 24            | 14            | 0             | 14            | 32            | 2        | 0        | 0        | 0        | 2        |
| 1923                   | Ottawa Senators    | St. Cup    | —             | —             | —             | —             | —             | 6        | 6        | 1        | 7        | 12       |
| 1923–24                | Ottawa Senators    | NHL        | 22            | 9             | 4             | 13            | 44            | 2        | 0        | 0        | 0        | 2        |
| 1924–25                | Montreal Maroons   | NHL        | 30            | 15            | 4             | 19            | 75            | —        | —        | —        | —        | —        |
| 1925–26                | Montreal Maroons   | NHL        | 36            | 12            | 5             | 17            | 112           | 4        | 2        | 1        | 3        | 14       |
| 1926                   | Montreal Maroons   | St. Cup    | —             | —             | —             | —             | —             | 4        | 1        | 0        | 1        | 20       |
| 1926–27                | Montreal Maroons   | NHL        | 42            | 9             | 5             | 14            | 88            | 2        | 0        | 0        | 0        | 0        |
| 1927–28                | Ottawa Senators    | NHL        | 43            | 3             | 2             | 5             | 62            | 2        | 0        | 0        | 0        | 0        |
| 1928–29                | New York Americans | NHL        | 44            | 1             | 4             | 5             | 59            | 2        | 0        | 0        | 0        | 2        |
| NHL celkem             | NHL celkem         | NHL celkem | 302           | 122           | 45            | 167           | 553           | 45       | 13       | 8        | 21       | 98       |
| Konec hokejové kariéry |                    |            |               |               |               |               |               |          |          |          |          |          |